# Спас Николов
Спас Николов Николов е известен български англицист, преводач и преподавател.

## Биография
Роден е на 15 юни 1943 г. в Пазарджик. Завършва английска филология в Софийския университет през 1966 г. През 1970 г. става един от първите преподаватели в катедра „Английска филология“ на Великотърновския университет, където преподава нова и най-нова английска литература (XIX – XX век) и американска литература, до 1985 г. Води популярен кръжок по превод, като се стреми да внуши на студентите „неизлечимата си любов към художественото слово“. Както сам казва: „Преводното съвършенство се постига след школовка, която изисква време: преводачът не само се ражда, но и изгражда“.
Автор е на няколко студии и статии. Превежда автори модернисти – Малкълм Лоури, Патрик Уайт, Джеймс Джойс, и поезия – Едгар Алън По, Уилям Шекспир, Уилям Блейк и други.
Умира на 14 май 1987 г.
През 1975 г. специализира в Норичкия университет / (University of East Anglia) във Великобритания, където работи върху творчеството на Ърнест Хемингуей и се запознава с изявения американист и писател Малкълм Бредбъри (1932 – 2000). По-късно Бредбъри неколкократно посещава България. Спас Николов е прототип на един от източноевропейските персонажи на Бредбъри в романа „Валутни курсове“ (1983), класиран в краткия списък за наградата „Букър“.
Спас Николов спечелва стипендия по литература в престижен университет в САЩ през 1984 г., но не му е позволено да замине.
През 80-те години на ХХ век старши преподавател (главен асистент) Спас Николов е зачислен като докторант в СУ „Св. Климент Охридски“, където работи върху дисертация – сравнително литературоведско изследване с паралели между английската, американската и българската литература. Дисертацията остава незащитена.
От 1985 г. до 1987 г. е преподавател по английски език в 31 СУЧЕМ „Иван Вазов“ в София.

### Академична литература
Съавтор (заедно със Соня Дякова и Богдан Атанасов) на „Помагало по превод: Български – английски“, Велико Търново: Великотърновски унив. „Кирил и Методий“, 1979.
Съставител на „Readings in the 19th and 20th Century English Literature“ (Помагало по английска литература XIX – XX век), Велико Търново: Великотърновски унив. „Кирил и Методий“, 1980.
Съавтор (заедно с Гено Генов и Паисий Христов) на „Христоматия по западноевропейска лирика“, Велико Търново: Великотърновски унив. „Кирил и Методий“, 1978.

## Преводи и редакции
Първите преводи на Спас Николов, сред които и ранна версия на знаковата му интерпретация на „Тигърът“ от Уилям Блейк, са публикувани през 1978 г. в „Христоматия по западноевропейска лирика“. Спас Николов е съавтор на изданието, съставено за нуждите на учебния процес по предмета „Западноевропейска литература“ в специалност „Българска филология“ при ВТУ „Кирил и Методий“. Наред с вече публикувани преводи на утвърдени имена като Пенчо Симов, Цветан Стоянов, Владимир Свинтила, Александър Шурбанов, за пръв път са отпечатани и преводи от английски език на Спас Николов. Сред тях са стихове от Едмънд Спенсър, Филип Сидни, Уолтър Рали, Кристофър Марлоу и др.
По-долу могат да бъдат сравнени ранният, по-буквалистичен и окончателният вариант на превода на „Тигърът“ от Уилям Блейк:
| Тигре! Тигре! – плам и мощ в дебрите на черна нощ чий метален допир теб сътвори така свиреп. Кой ти взора разгоря? Кой си с огъня игра? Кой от бездни в свод висок смя да литне на възбог? С чий похват, в чии ръце пръкна твоето сърце? как започна то да бий? С чии мишци? С разум чий? Чий бе чукът? Кой кова кръвожадната глава? Чий – мехът? В чии пещи Кой те, Звяр, въртя с клещи? В онзи първи звезден здрав бе ли ти в ръмежа-плач с Агнето една направа? Ти кому донесе слава? Тигре! Тигре! – плам и мощ в дебрите на черна нощ чий метален допир теб смя да стори тъй свиреп. Превод: Спас Николов (1978) | Тигре, Тигре, жива жар, лумнал полунощен звяр, кой ум вечен разчерта твойта стръвна красота? Кой ти взора разгоря? Кой си с огъня игра? Кой издън юдол дълбок смя да литне на възбог? Кой пресука с две ръце твойте жилесто сърце? То на длан ли затуптя? И нима не трепна тя? Чий бе чукът? Кой кова кръвожадната глава? Кой те в жупела с ръжен шари, ужас нажежен? Стрелометните звезди като плувнаха в сълзи, кой със смях твори те? Кой?! А, Агнеца? Пак ли той? Тигре, Тигре, жива жар, лумнал полунощен звяр, кой ум дързък разчерта твойта стръвна красота? Превод: Спас Николов (1983) |

През 80-те години на XX век Спас Николов развива активна преводаческа и редакторска дейност и се налага като един от най-талантливите и ерудирани англицисти. Преводите му включват шедьоври на писатели и поети от ранга на Уилям Блейк, нобелистите Патрик Уайт и Юджин О`Нийл, Халил Джубран и Малкълм Лоури. Спас Николов има особено пристрастие към Джеймс Джойс и е съредактор на тома, с който ирландският модернист „дебютира“ в България през 1981 година.

### Малкълм Лоури: „Под вулкана“
Преводът на Спас Николов на романа „Под вулкана“ (1947) / (Under the Volcano) от английския писател Малкълм Лоури (1909 – 1957) е публикуван от издателство „Народна култура“ през 1982 година. Редактор е Владимир Трендафилов. „Под вулкана“ е смятан за един от световните литературни шедьоври и е включен в класацията „100-те най-добри английски романа“ на „Модърн Лайбръри“, в „100-те книги на 20 век според Монд“ на „Монд“, в „100-те романа на всички времена“ на „Тайм“ и в списъка на Антъни Бърджес „99 романа: най-добрите англоезични книги след 1939 година“. Преводачът представя автора и произведението в задълбочен предговор, озаглавен „Ако цивилизацията ни изтрезнееше…“:
| „ | Понеже Попокатепетъл е в другото полукълбо и за нашия читател не е зрителна асоциация, а школски спомен с екзотично ехо, да си го представим – връх висок, шестхилядник. Някъде по тези надморски височини на литературната география обитава и Малкълм Лоури. Някои критици дори смятат романа му за голямото произведение на английската литература от 1947 г. насам, посочвайки като първенец на столетието Джойсовия „Одисей“. И по-резервираните в оценката си специалисти слагат Лоури поне до Самюъл Бекет в приемствената линия, продължила новаторството на авангардистите Джеймс Джойс и Вирджиния Улф. С появата си след Втората световна война „Под вулкана“ първоначално спечелва възторга само на ценителите, но с годините известността му расте и вече две десетилетия романът е класика, бестселър, едва ли не христоматийно четиво. Не по-малко интересен е и като разновидност на литературната класификация. | “ |

### Уилям Блейк: Избрани стихове
През 1983 г. в библиотека „Световни поети“ на „Народна култура“ е публикуван каноничният превод на Спас Николов на „Избрани стихове“ от Уилям Блейк. Подборът, също негово дело, включва знаковите „Песни на невинността“ (1789) и „Песни на опитността“ (1794). Николов е автор и на корпуса пояснителни бележки. Редактори на превода са Тодор Киров и Владимир Левчев, а предговорът, озаглавен „Небеса под краката“, е от Александър Шурбанов.

### Халил Джубран: стихове, „Пророкът“
Спас Николов е преводач на произведенията на английски език, (включително „Пророкът“) в първото обстойно представяне на български език на световния поет Халил Джубран (1883 – 1931). Съставители на сборника, публикуван под заглавие „…И зазорява красота“ през 1983 г. от издателство „Народна култура“ са той и Мая Ценова.

### Патрик Уайт: „Какаду“
Друг писател, пресътворен на български език от Спас Николов, е носителят на Нобеловата награда за литература за 1973 г. Патрик Уайт. Николов превежда сборника новели „Какаду“ (1986) на издателство „Георги Бакалов“. В предговора си, озаглавен „Под евкалиптовите сенки на Патрик Уайт“, представя творчеството на Уайт в контекста на световната литература на модернизма:
| „ | И с националната си принадлежност, и с тематиката Патрик Уайт е австралийски автор, но когато един писател е член на Нобеловия клуб, той неминуемо излиза от тесните регионални рамки и се нанася в по-едрия контур на световната култура. А тази бял абориген с „пояс от листа“ (вещо изписани!) умело прицели бумеранга и го върна в средата на литературната поляна, свалил в листака на окрайнината десетина хвъркати творби с ярко оперение и приятна тежест. Изглежда, е закономерно новаторството да вирее не толкова в лехата на традицията, колкото в девствената почва, и не случайно доста провинциални и скитнически имена пълнят комсомополиса на модернизма. В 20-те години на века патриархът на движението, ирландецът Джеймс Джойс, посели в него своите дъблинчани с „Одисей“ и „Бдение на Финеган“; през 40-те години англо-канадецът Малкълм Лоури с „Под вулкана“ отведе течението и в мексиканската равнина; а през последните две-три десетилетия Патрик Уайт отвори за него и австралийския континент […]. | “ |

### Юджин О`Нийл: „Лед наш грядущий“/“Явява се разносвачът на лед“
Сред авторите, превеждани от Спас Николов, се нарежда още един нобелист (1936), американският драматург Юджин О`Нийл (1888 – 1953) с произведението The Iceman Cometh (1939), известно у нас под заглавието „Явява се разносвачът на лед“. „Явява се разносвачът на лед“ е считана за една от двете най-добри пиеси на О`Нийл, наред с „Дългият път на деня към нощта“.
Самият Спас Николов предлага заглавието „Лед наш грядущий“, като го аргументира по следния начин:
| „ | Заглавието „Лед наш грядущий“ отразява авторовия иронично-пародиен тон, алегорично-песимистичен замисъл и притчовозагадъчен подход при въвеждането на пиесата. […]. | “ |

| „ | В намереното заглавие аналогията е с библейското „хляб наш насущний“, от молитвата „Отче наш“, известна на английски като „Христовата молитва“. […] В българското заглавие се търси обратното на мотива на живота – Живот е Хлябът, както в ежедневен, така и в ритуално-символичен смисъл /причастното „тяло Христово“/. „Ледът“ е Смъртта, както при О`Нийл, а „грядущий“ /идещ, бъдещ/ отвежда към предупреждението за „идещия мрак“, т.е. пак смъртта. Играта на думи на римно, загадъчно-омофонично ниво се съчетава с архаизацията /“грядущий“ – „насущний“/. Универсализацията в „наш“ е имплицирана у О`Нийл: Смъртта, неговият леден „младоженец“ и д е /за всички нас/. | “ |

Българската премиера на драмата се състои на сцената на Театър „Народна армия“ под режисурата на Пламен Марков през 1986 година.

### Джеймс Джойс: „Дъблинчани“, „Портрет на художника като млад“, „Одисей“
Спас Николов е особено пристрастен към творчеството на Джеймс Джойс (1882 – 1941). Той е чел романа „Одисей“ тринадесет пъти и през цялата си академична и творческа кариера се подготвя за начинанието да го преведе на български език.
Спас Николов, заедно с Николай Б. Попов (р. 1952), е редактор на първото самостоятелно издание на Джеймс Джойс в България, което включва „Дъблинчани“ и „Портрет на художника като млад“. Книгата е издадена от „Народна култура“ през 1981 година. Николай Б. Попов е и преводач на „Портрет на художника като млад“. В „Бележка на преводача“ Николай Б. Попов пише:
| „ | Не е възможно да се изредят имената на всички, които […] оказаха помощ при подготовката на ръкописа и научния апарат за печат. Все пак без Спас Николов, с неговата ерудираност и джойсовско езиково чувство, акуширането на тома едва ли щеше да мине успешно. | “ |

Преводът на „Дъблинчани“ е правен от обявения за неблагонадежден Асен Христофоров (1910 – 1970) в село Говедарци, без да разполага с речници, справочници и електричество. Първоначално той е бил частично отпечатан в бр. 3 / 1973 г. на сп. „Съвременник“. Издаденият през 1981 г. превод е основно преработен. Задълбочеността на редакторския принос личи от приведения по-долу смятан за кулминационен пасаж. В единия случай преводът на Асен Христофоров е бил редактиран от Красимира Тодорова през 1976 г., в другия от Спас Николов и Николай Б. Попов пет години по-късно. Целта на новата редакция е била да се предадат сложните ритми и алитерации, които озвучават символиката „сняг-смърт“, като оригиналът гради метафоричния си ефект на базата на звукописа със s(z), l и беззвучното th:
A few light taps upon the pane made him turn to the window. It had begun to snow again. He watched sleepily the flakes, silver and dark, falling obliquely against the lamplight. The time had come for him to set out on his journey westward. Yes, the newspapers were right: snow was general all over Ireland. It was falling on every part of the dark central plain, on the treeless hills, falling softly upon the Bog of Allen and, farther westward, softly falling into the dark mutinous Shannon waves. It was falling, too, upon every part of the lonely churchyard on the hill where Michael Furey lay buried. It lay thickly drifted on the crooked crosses and headstones, on the spears of the little gate, on the barren thorns. His soul swooned slowly as he heard the snow falling faintly through the universe and faintly falling, like the descent of their last end, upon all the living and the dead.
The Dead by James Joyce
| Няколко леки потропвания по стъклото го накараха да се извърне към прозореца. Пак преваляваше сняг. Вече сънен, той наблюдаваше снежинките – сребърни и тъмни – косо да падат в светлината на лампата. Дошло беше време за него да предприеме пътуването си на Запад. Да, вестниците бяха прави: навред в Ирландия валеше сняг. Валеше навред по тъмното централно плато, по белосаните хълмове и леко се стелеше връз Аленското тресавище и още пò на запад се стелеше леко в тъмните размирни води на река Шенън. Той се стелеше и връз всяка педя от самотното гробище, където бе погребан Майкъл Фърей. Лежеше гъсто натрупан от разкривените кръстове и надгробни камъни, по железните остриета на малката врата, по изсъхналите тръни. Душата му бавно чезнеше в несвяст, докато той слушаше снегът да се стеле връз всички живи и мъртви като спускането при техния сетнешен край. Ред. Красимира Тодорова (1976) | Туп-туп: по стъклото леко се почука; той, сепнат, се извърна. Пак беше заваляло. Със сънен поглед гледаше снежинките – как сребърни и тъмни се носят в светлината. Дошъл бе час за път: на запад, през Ирландия. Да, в пресата го писаха – страната спи под преспите, навсякъде, безспир, се сипе сняг. Снегът засипваше заспалите поля в средата на острова, ситен се стелеше връз безлесните баири, връз Аленското тресавище, а още по на запад се стелеше, сипкав, над тъмните размирни вълни на сивата Шанън. Леко се стелеше над всяка педя пръст от самотното гробище, където спеше Майкъл Фюри. Снегът гъсто се стелеше по стърчащите разкривени кръстове и надгробните камъни, по железните остриета встрани на строгите гробищни врата, по черен трън и по изсъхнал сък. Душата му застиваше в несвяст, заслушана в снега, който засипваше всичко, разстилаше се над вселената, със сипкав съсък засипваше живите и мъртвите и се спускаше като сън – спокоен сетен сън. Ред.: Спас Николов и Николай Б. Попов (1981) |

„Портрет на художника като млад“, първият роман на Джойс, излиза у нас 67 години след написването си, по настояване на Николай Б. Попов и Спас Николов. Двамата обсъждат всеки детайл. Държат бележките под линия към изданието да са доста по-обстойни от обикновено – има исторически контекст, отпратки, позоваване на Библията, цитати. В началото редакторът Спас Николов препоръчва на Николай Б. Попов да чете текстовете на Стоян Михайловски, за да обогатява изказа си на български език. Преводът на „Портрет на художника като млад“ е преиздаден през 2020 г. от издателство „Лист“, като неговото изключително високо ниво не налага промени. Българската преводачка на „Одисей“ Иглика Василева (отличена за постижението си с Национална награда „Хр. Г. Данов“ за литературен превод за 2004 г.) също изтъква ролята на Спас Николов за това Джойс „да прозвучи“ на български.
Спас Николов оставя „суров“ превод на около 300 страници от „Одисей“ на Джеймс Джойс, като смъртта му попречва да завърши труда си. Фрагменти от превода („побутнати от чужда ръка“) са публикувани в първия брой на Алманах за литература и изкуство „Света Гора“, издание на Сдружението на литературни дейци „Света гора“ от Велико Търново, през 1997 година.

### Лесли Поулс Хартли: „Посредникът“
Спас Николов е редактор и автор на предговора към романа „Посредникът“ / (The Go-Between) от Лесли Поулс Хартли, публикуван от издателство „Хр. Г. Данов“ през 1983 г. и преиздаден през 1986 година.
„Посредникът“ е първият художествен превод на Иванка Савова. Тя изпраща първите 20 страници от превода си на Спас Николов с молба да ги редактира и да напише мнението си. Иванка Савова, днес вече утвърден преводач на автори, сред които Джеръм Д. Селинджър, Уилям Стайрън и Томас Улф, си спомня следното:
| „ | Когато ги върна, имаше доста редакторски поправки на първите 2 – 3 страници и направо потънах в земята от срам. Но той ми каза, че това е нормално в началото, докато преводачът успее да влезе под кожата на автора. Явно бях влязла под кожата на Хартли по-нататък, защото Спас Николов се съгласи да редактира цялата книга. Това беше моята школа по превод и редакторска работа. Виждах как на места с промяната на една дума той променяше звученето на цял абзац или страница. | “ |

Но когато книгата е вече готова за печат, издателството я сваля от плановете си, като се позовава на това, че не е достатъчно социална според тогавашните изисквания. Иванка Савова смята, че книгата е нямало да излезе без намесата на Спас Николов, който се ползва с голям авторитет:
| „ | Тогава Спас Николов написа прекрасния предговор към нея, с което сложи край на споровете за „социалност“ и даде зелена улица на книгата. | “ |

В предговора, озаглавен „Двата свята и „Посредникът“, Спас Николов адресира въпроса за социалната тематика по следния начин:
| „ | Макар повечето му творби (на Лесли Поулс Хартли) да са от следвоенния период, той не е характерно явление за това време, а по-скоро литературно наследство, ехо от 30-те години. […] Серията романи от последните му две десетилетия […] позаглъхват в прибой на литературната вълна на „сърдитите млади хора“. Това е разбираемо – когато излизат „Щастливият Джим“ на Джон Уейн и „Път към висшето общество“ на Джон Брейн […] шестдесетгодишният Хартли определено не е млад, нито пък е сърдит. | “ |

| „ | Така че, без да е изрично социален писател, Л. П. Хартли създава една обстойна и поразително вярна картина на социалните отношения в Англия от началото на века. Всъщност трудно би могло да бъде иначе. Литературата по определение е огледало на живота: престане ли да е това, става пищно ковьорче. | “ |

### Посмъртно издадени преводи

#### Английски и американски поети
По повод 10-годишнината от смъртта на Спас Николов, по инициатива на неговия ученик англициста Александър Тончев, през 1997 г. излиза от печат сборникът „От Хамлет на Шекспир до Гарвана на По“ (София, издателство „Врата“, 1997), който включва неиздавани дотогава преводи на Спас Николов на произведения от английски поети и американски поети, сред които Александър Поуп, Робърт Бърнс, Уилям Уърдсуърт, Самюъл Тейлър Колридж, Емили Дикинсън, Уолт Уитман и Карл Сандбърг. Сред публикуваните преводи е „Гарванът“ от Едгар Алън По, считан за действително сериозно постижение. В сборника, съставен от Александър Тончев, е включен и преводът на Спас Николов на „Хамлет“ от 1980 г. по адаптираната версия на Лорънс Оливие, направена за едноименния му филм „Хамлет“ (1948).
Поетични преводи на Спас Николов са били преиздавани в антология от издателство „Летера“ и „Интенс“, и самостоятелно от „Локус Пъблишинг“.

#### Шекспир: Трагедии и исторически драми
През 1999 г. издателска къща „ЛИК“ издава „Шекспир – пиеси“ в превод на Спас Николов и Александър Тончев. Томът включва трагедиите „Хамлет“, „Крал Лир“, „Макбет“, „Антоний и Клеопатра“, „Ромео и Жулиета“ и историческата драма „Ричард III“ от Уилям Шекспир. Преводите са правени за постановки, излъчвани в рубриката „Телевизионен театър“ на БНТ. Преводът на „Хамлет“ е публикуван през 2000 г. в отделно издание, отново от издателска къща „ЛИК“ под заглавието „Хамлет. Трагедия в 5 действия“.
През 2015 г. издателство „Интенс“ преиздава текстовете, като са добавени „Отело“ и „Ричард II“, както и превод на сонетите на Шекспир.
Преведени от Спас Николов са и някои от комедиите на Шекспир, но до 2021 г. те не са публикувани на български език.

## Студии и статии
Автор на ред студии и статии, сред които „Вярност към оригинала в поетическото внушение“, списание „Литературна мисъл“, 1983 година. В нея той излага собствения си опит като преводач на Уилям Блейк (като обръща особено внимание на превода на „Тигърът“) и на Юджин О`Нийл.
Друга негова студия е „Преводни проблеми при прозата на модернизма“, списание „Литературна мисъл“, 1985 година, където разисква дешифровката на многопластов текст и проблеми като превода на словотворческата еквилибристика на Джойс, превод на игрословия, предаване на ритъма в прозата на базата на корпус от примери предимно от романа „Под вулкана“ от Малкълм Лоури.
Изследването „Идеологическият антагонизъм между Марк Твен и Ръдиард Киплинг“ се фокусира върху характерен момент в историята на англо-американската литература в края на XIX век на фона на кратко обобщение на литературната сцена от двете страни на Атлантическия океан, по-точно на съществуващата класификации на писатели, свързани с Марк Твен и Ръдиард Киплинг, и подбира двамата автори за паралел на синхронна база. Въз основа на множество сходства – биографически, характерни и професионални – писателите са предложени като пример за частична аналогия в писателското поприще, но на свой ред това се оказва само видимо и механично подобие, предвид пълния дисонанс между техните житейски позиции. Изследването е публикувано през 1975 – 1976 в два поредни годишника „Трудове на Великотърновския университет „Св. св. Кирил и Методий““. Томовете са налични в дигитализирана версия на уебсайта на Университетското издателство на Великотърновския университет „Св. св. Кирил и Методий“.
Интересно е изследването му на тема „Гео Милев като преводач на Шекспир“, в „Гео Милев. Нови изследвания и материали“, издателство „Български писател“, София, 1989 година. Студията е разширена версия на доклад, изнесен на Юбилейната научна конференция по случай 90-годишнината от рождението на Гео Милев в София на 14 февруари 1985 г. , организирана от Института за литература при БАН. В нея се изброяват съществуващите дотогава 18 превода на „Хамлет“ и се прави съпоставка между версиите на Гео Милев и по-късните преводи на Любомир Огнянов и Валери Петров, както и превода на Спас Николов.

### Преводи
- Малкълм Лоури, Под вулкана, София: Народна култура, 1982 (предговор и превод)
- Патрик Уайт, Какаду, Варна: Георги Бакалов, 1986 (предговор и превод)
- Уилям Блейк, Избрани стихове. София: Народна култура, 1983 (превод и бележки)
- Джон Фаулс, Грешницата от Лайм Риджис или прелъстената от френския лейтенант. София: Народна култура, 1984 (превод на стиховете), превод на Мариана Екимова – Мелнишка
- Юджин О`Нийл. Лед наш грядущий/Явява се разносвачът на лед. София: неиздаден, игран в Театър „Българска армия“, 1986.
- Халил Джубран. … И зазорява красота. София: Народна култура, 1983 (превод на стихове от английски, „Пророкът“; съставителство)
- Халил Джубран, Пророкът, София: Кибеа, 1997 (предговор и превод)
- Джеймс Джойс. Одисей (фрагменти) в Алманах за литература и изкуство „Света гора“. Бр. А / 1997 , Велико Търново: ПАН-ВТ, 1997, сс 85 – 109.
- Уилям Шекспир. Хамлет. София: ЛИК, 2000 (превод заедно с Александър Тончев)
- Езерна школа – Уърдсуърт, Колридж, Сауди (превод заедно с Гайдарова, Весела, Станишев, Кръстьо Иванов, Шурбанов, Александър Владимиров, Далчев, Атанас Христов, Муратов, Александър). Пловдив: Летера, 2001
- Американска поезия (превод), заедно с Александър Тончев (съставителство, превод). София: Intense, 2012
- Уилям Блейк, Песни на невинността и опитността. София: Locus Publishing, 2012.

Редакторска работа
- Джеймс Джойс. Дъблинчани (прев. Асен Христофоров) и Портрет на художника като млад (прев. Николай Б. Попов), София: Народна култура, 1981 (редакция)
- Лесли Поулс Хартли. Посредникът. (прев. Иванка Савова). Пловдив: Хр. Г. Данов, 1983. (редакция, превод на стиховете и предговор)

### Научни изследвания
Учебнопомощна литература
- Помагало по превод: Български – английски, Велико Търново: Великотърновски унив. „Кирил и Методий“, 1979 (в съавторство със Соня Дякова и Богдан Атанасов).
- Readings in the 19th and 20th Century English Literature (Помагало по английска литература XIX – XX век), Велико Търново: Великотърновски университет „Кирил и Методий“, 1980.
- Христоматия по западноевропейска лирика [За студентите от Великотърновския университет Кирил и Методий], (съавтор заедно с Гено Генов и Паисий Христов), Велико Търново: Великотърновски университет „Св. св. Кирил и Методий“, 1978.

Студии и статии
- „Идеологическият антагонизъм между Марк Твен и Ръдиард Киплинг“, Трудове на Великотърновския университет „Св. св. Кирил и Методий“. Филологически факултет (С.), т. XII, 1975, кн. 1, сс 487 – 528, https://journals.uni-vt.bg/oldj/f02/VT-RNB-1973-74-Trudove-VTU-tom-11-kniga-1.pdf.
- „Идеологическият антагонизъм между Марк Твен и Ръдиард Киплинг“, Трудове на Великотърновския университет „Св. св. Кирил и Методий“. Филологически факултет (С.), т. XII, 1976, кн. 1, сс 141-188, https://journals.uni-vt.bg/oldj/f02/VT-RNB-1974-75-Trudove-VTU-tom-12-kniga-1.pdf
- „Вярност към оригинала в поетическото внушение“, сп. „Литературна мисъл“, 1983, кн. 2, сс. 111 – 125.
- „Преводни проблеми при прозата на модернизма“, сп. „Литературна мисъл“, 1985, кн. 1, сс. 84 – 102.
- „Гео Милев като преводач на Шекспир“, в „Гео Милев. Нови изследвания и материали“, София: изд. „Български писател“, 1989, сс. 241 – 252.

Предговори
- „Ако цивилизацията ни изтрезнееше…“. Предговор към Малкълм Лоури, Под вулкана, София: Народна култура, 1982, сс. 5 – 16.
- „Под евкалиптовите сенки на Патрик Уайт“. Предговор към Патрик Уайт. Какаду. Варна: Георги Бакалов, 1986, сс. 5 – 18.
- „Двата свята и „Посредникът“. Предговор към Лесли Поулс Хартли. Посредникът. Пловдив: Хр. Г. Данов, 1983, сс. 5 – 15.